# Rhampsinitus maculatus
Rhampsinitus maculatus is een hooiwagen uit de familie echte hooiwagens (Phalangiidae).